# Оскар Удденес
Оскар Удденес (швед. Oscar Uddenäs, нар. 17 серпня 2002, Ломма, Швеція) — шведський футболіст, вінгер нідерландського «Ексельсіора» і молодіжної збірної Швеції.

## Ігрова кар'єра

### Клубна
У вісім років Оскар Удденес приєднався до клубу «Мальме», де займався футболом протягом десяти років. У 2019 році він залишив клуб і підписав контракт з італійським клубом СПАЛ. В Італії Удденес витсупав за молодіжну клубну команду.
Через рік, у вересні 2020 року футболіст повернувся до Швеції і підписав контракт на півтора року з клубом «Вернаму». Вже в першому сезоні виграв з клубом турнір третього дивізіону і підвищився до Супереттан. А вже наступного сезону своєю грою Удденес допоміг клубу вийти до Аллсвенскан.
У грудні 2021 року Удденес підписав контракт на чотири роки з клубом Аллсвенскан «Геккен». Першу гру у новій команді футболіст провів у лютому 2022 року у матчі на Кубок Швеції.
29 липня 2023 року підписав трирічний контракт з роттердамським «Ексельсіором».

### Збірна
У 2019 році Оскар Удденес у складі юнацької збірної Нідерландів (U-17) брав участь у юнацькій першості Європи, яка проходила в Ірландії.

## Досягнення
«Вернаму»
- Переможець Супереттан: 2021

«Геккен»
- Чемпіон Швеції: 2022
- Володар Кубка Швеції: 2022-23